# Gumpoldskirchen
Gumpoldskirchen est une commune autrichienne du district de Mödling en Basse-Autriche.

## Patrimoine
- Église Saint-Michel